# Андраде Барберан, Майкон ди
Ма́йкон де Андра́де Ба́рберан (порт.-браз. Maycon de Andrade Barberan; род. 15 июля 1997, Сан-Паулу), или же просто Ма́йкон (порт.-браз. Maycon) — бразильский футболист, полузащитник донецкого «Шахтёра», выступающий на правах аренды за «Коринтианс».

## Клубная карьера

Майкон с тренером «Шахтера» Паулу Фонсекой

Майкон — воспитанник клубов «Португеза Деспортос» и «Коринтианс». 12 февраля 2016 года в матче Лиги Паулиста против «Капивариано» он дебютировал в составе последнего. 13 марта в поединке Паулисты против «Ботафого» Майкон забил свой первый гол за «Коринтианс». 12 июня в Матче против «Палмейрас» он дебютировал в бразильской Серии А.
Летом того же года Майкон для получения игровой практики на правах аренды перешёл в «Понте-Прета». 16 июля в матче против «Сантоса» он дебютировал за новую команду. 16 октября в поединке против «Санта-Круз» Майкон забил свой первый гол за новую команду.
20 мая 2018 года главный тренер «Шахтёра» Паулу Фонсека подтвердил приобретение Майкона. 25 июля в матче против «Десны» он дебютировал в украинской Премьер-лиге. 19 сентября в поединке Лиги чемпионов против немецкого «Хоффенхайма» Майкон забил свой первый гол за «Шахтер».

## Международная карьера
В 2017 года Майкон в составе молодёжной сборной Бразилии принял участие в молодёжном чемпионате Южной Америки в Эквадоре. На турнире он сыграл в матчах против команд Парагвая, Колумбии, Аргентины, Венесуэлы, Уругвая и дважды Эквадора. В поединке против эквадорцев Майкон забил гол.

## Достижения
«Коринтианс»
- Чемпион Бразилии: 2017
- Чемпион штата Сан-Паулу (2): 2017, 2018

«Шахтёр» (Донецк)
- Чемпион Украины (2): 2018/19, 2019/20
- Обладатель Кубка Украины: 2018/19
- Обладатель Суперкубка Украины: 2021